# Madrevieja de El Carmen

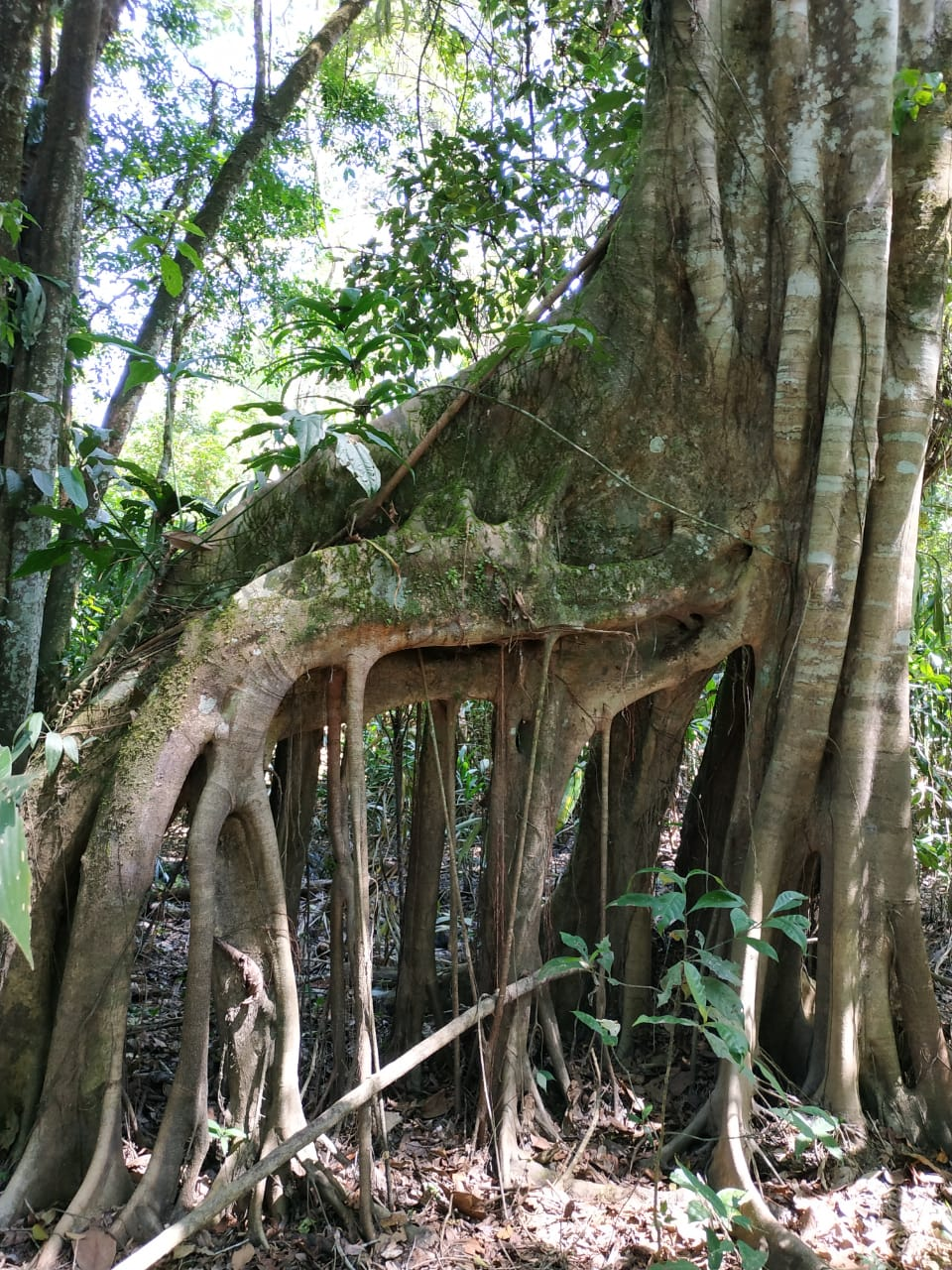
Árbol Amazónico en la zona de inundación de la Madrevieja

La Madrevieja de El Carmen es una reserva privada que se propone la restauración ecológica de un predio de 90 hectáreas ubicado a orillas del Río Guayabero en el municipio colombiano de La Macarena, Meta.  Su nombre se deriva de una Madrevieja, ecosistema característico de la Sierra de La Macarena, que dinamiza la vida ecológica del sector y que se encuentra en proceso de recuperación tras haber sido deforestada, intervenida y utilizada como sitio de pastura para ganado vacuno y la siembra de cultivos de coca con fines ilícitos. La Madrevieja de El Carmen hace parte de la Asociación Colombiana de Reservas de la Sociedad Civil y se encuentra reconocida por la autoridad ambiental del departamento del Meta, CORMACARENA, como escenario propicio de liberación de fauna. Al igual que el Jardín Botánico de La Macarena, la Madrevieja de El Carmen es una de las iniciativas locales con las que se pretende contrarrestar el avance indiscriminado de la ganadería extensiva, uno de los efectos inesperados del postconflicto vivido tras el fin de la guerra entre el estado colombiano y las FARC-EP.

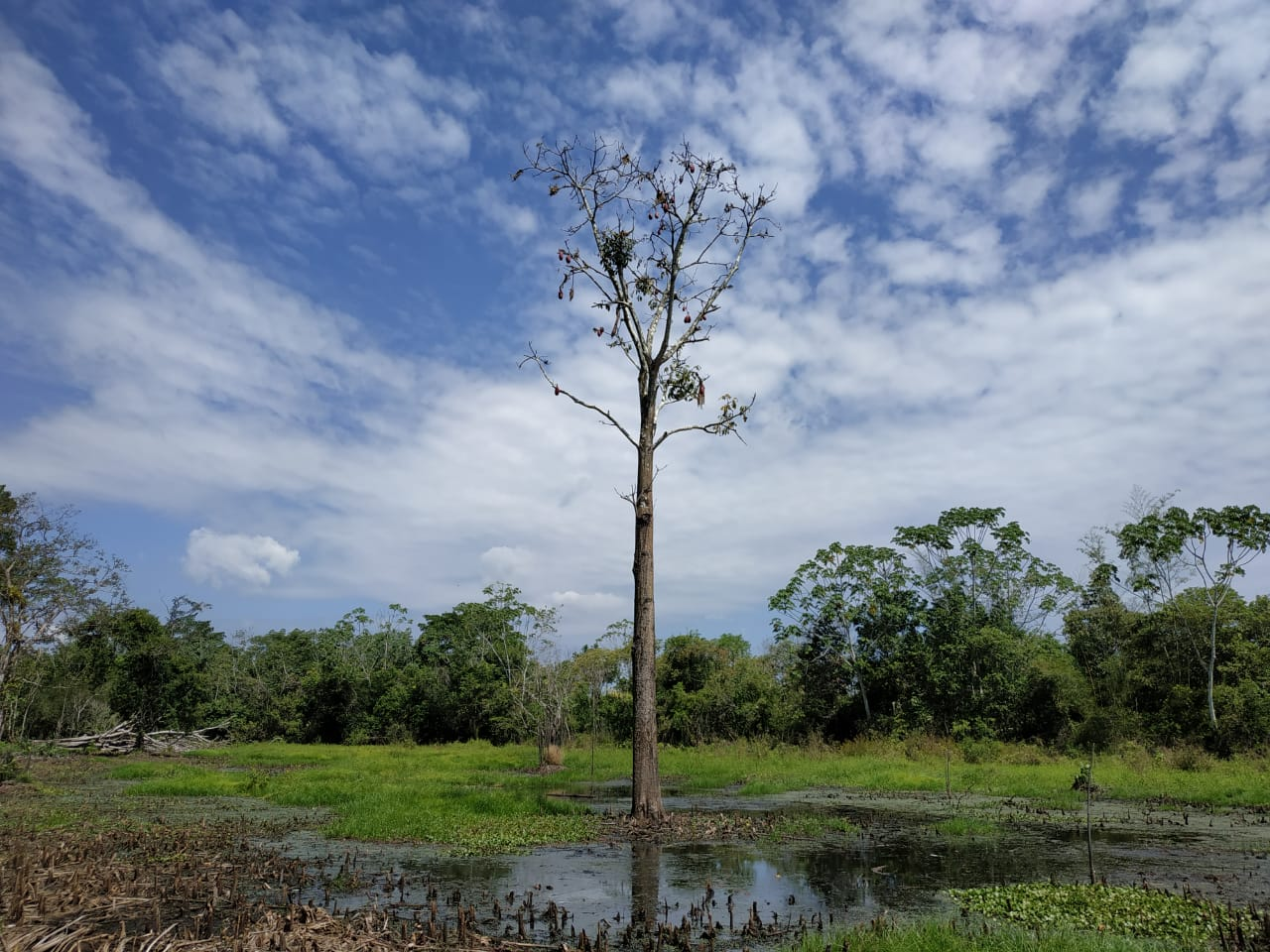
Madrevieja de El Carmen durante el tiempo de verano.

## Características
La Madrevieja de El Carmen es un predio de naturaleza privada que hace parte de la vereda (aldea) El Carmen y que se encuentra a 16 kilómetros del casco urbano de La Macarena, por la carretera que comunica el municipio con su vecino más cercano, Vistahermosa. Como reserva privada, La Madrevieja de El Carmen se propone la restauración ecológica del bosque amazónico que se encuentra en su jurisdicción tras una histórica intervención ganadera que le hizo perder buena parte de sus bosques, flora y fauna nativa. La restauración de bosques y la recuperación del ecosistema de madrevieja que le caracteriza ha permitido que la reserva haga las veces de repositorio de la vida amazónica para el sector. La reserva se ha posicionado como uno de los pocos lugares que en esta zona de La Macarena ha estado libre de talas y quemas. Sin embargo, la caza furtiva en sus predios y las quemas indiscriminadas de las fincas vecinas significan un riesgo para los objetivos de la reserva.  
La Reserva de La Madrevieja de El Carmen se articula al direccionamiento estratégico de la autoridad ambiental de la zona, la cual se propone desarrollar la participación comunitaria en actividades y programas de protección ambiental, de desarrollo sostenible y de manejo adecuado de los recursos naturales renovables.

## La reserva como escenario de turismo comunitario
Por su cercanía al casco urbano de La Macarena y dada la afluencia de turistas a Caño Cristales interesados en realizar "turismo de naturaleza", La Madrevieja ofrece la posibilidad de inspeccionar el avance de la restauración del bosque permitiendo el reconocimiento de las funciones ecológicas de los animales y plantas que allí conviven. Las caminatas por senderos que atraviesan bosques de sucesión hasta la selva nativa, el avistamiento de aves, el ocasional encuentro con fauna nativa; el registro de flora por medio de herbolarios y la fotografía de naturaleza son algunas de las actividades allí propuestas. Sus visitantes pueden, de igual forma, participar en la reforestación del predio. Como servicio turístico, la Reserva se apoya en miembros de la comunidad para efectos de la guianza y atención de los turistas.

## Cómo llegar
A la Madrevieja se puede llegar vía fluvial por el río Guayabero (30 min) o por la carretera La Macarena - Vistahermosa (20 min). La ruta se presta para realizarla en bicicleta (45min) o una caminata (3.5 horas). En la Finca La Madrevieja hay servicio de hospedaje y camping. El servicio gratuito wikiloc tiene publicada la ruta para llegar y la ruta de uno de los senderos que recorren los bosques en restauración.